# 夢の真昼
『夢の真昼』（ゆめのまひる）は、吉村明美による日本の漫画作品。『月刊flowers』（小学館）にて2007年2月号か2016年5月号まで不定期連載された。

## あらすじ
親元を離れ、アパートで一人暮らしをしている大学生の小田桐鈴子。毎月仕送りをしてくれる両親に感謝しながらも、現実は、姉の鳩子が部屋に入り浸り困り果てている。
姉とは、両親の離婚が原因で5歳の時に別れ、中学生の時に再会した。姉は「自分はだらしない父親に引き取られて不幸だった。あんたがいなければ……。」と鈴子を責め立てる。そのことから姉に負い目を感じ、なすがままにしていた鈴子だが、「老夫婦の家に間借りする」という条件の物件を見つけ、姉に相談しないまま引越しを決意。その家には気の好いおじいさんと近所の住人や身内から「因業ばばあ」と呼ばれる婆さんが暮らしていた。
ところが、引越し当日、おじいさんの葬式が執り行われていた。それでも自分の弱さを克服し、姉に一言物申したいと、鈴子は、気が強く厳しい婆さんに弟子入りし共に暮らしていく……。

## 登場人物
小田桐 鈴子（おだぎり すずこ）
20歳。女子大に通う大学生。両親の離婚後、母親に引き取られる。その後母は実業家の男性と再婚し、何不自由なく暮らすことができた。姉の事を迷惑に感じるものの、姉の幸せを自分が奪ってしまったと感じ、姉に反論できない。そんなヤワな自分を叩きなおすべく水の江の婆さまに弟子入り。人との喧嘩の仕方や基本的な家事の作法などを学んでいる。
水の江 浜子（みずのえ はまこ）
通称「因業ばばあ」（鈴子は「婆さま」と呼ぶ）。非常に厳格で口うるさいため子供たちからも敬遠されている。実際は決して因業などではなく、若者の将来を思っての言動をしているだけである。曰く「言うべき事も言えないくらいなら嫌われた方がまし」。世の中の表にも裏にも良く通じており、優しいとはいえないが生き方に筋が通っている。
9人の孫（認知済の者のみで）がいるが、ちゃんと分け隔てして気に入った孫しか可愛がらないと公言。明や波子はその気に入られた部類らしい。
水の江 島吉（みずのえ しまきち）
婆さまの夫。妻とは大違いのお人好しで近所の人たちからも大変好かれていた。反面、悪人の存在に疎く、詐欺に騙されても事の重大さをわかっていないめでたい性格で、妻から苛立たれていた。鈴子の引越しの数日前に心筋梗塞で突然死してしまう。原因は1億円が当選した宝くじを見たショック。自称浦島太郎の26代目の子孫で、玉手箱も代々伝えられている。
鳩子（はとこ）
鈴子の3歳上の姉。フリーター。両親の離婚後、父親に引き取られる。そのせいで不遇な生活を送ったと思い込んでおり、逆恨みで鈴子を利用。鈴子が一人暮らしする部屋に入り浸っていた。実際は現在も父の仕送りを受けていて、鈴子の家庭ほどとはいかなくともそれなりの生活水準のようである。
高遠 明（たかとお あきら）
婆さまの孫（嫁いだ長女の子供）。鳩子が一目ぼれするほどの美男子で、馬の鬣のような髪形をしている。しばらく婆さまの家で一緒に暮らすことに。
言動は非常に乱暴だが自分の非を認める時は素直。女嫌いと誤解される事があるが、実際は女性に求める理想が非常に高いだけらしい。
実家は刀剣古美術商で、彼自身も日本刀の知識と扱いには相当の心得がある。普段は高遠家の本家（神職）から見込まれて神事の仕事をしている。霊媒となって先祖の霊を身に降ろすこともある。
水の江 波江（みずのえ なみえ）
婆さまの孫で、死んだ長男の子供。ジュニア小説作家。たまに婆さまの元へ遊びに来る。
亡父は有名俳優だが、波子がごく幼い頃に亡くなっている。

## 書誌情報
- 吉村明美 『夢の真昼』 小学館〈フラワーコミックスα〉 全7巻
  1. 2007年12月21日発売、ISBN 978-4-09-131394-2
  2. 2008年12月10日発売、ISBN 978-4-09-132177-0
  3. 2012年02月10日発売、ISBN 978-4-09-134265-2
  4. 2013年02月08日発売、ISBN 978-4-09-135060-2
  5. 2014年02月10日発売、ISBN 978-4-09-135742-7
  6. 2015年05月08日発売、ISBN 978-4-09-137306-9
  7. 2016年06月10日発売、ISBN 978-4-09-138399-0